# Vörösszemű ausztrálfakusz
A vörösszemű ausztrálfakusz (Climacteris erythrops) a madarak osztályának verébalakúak (Passeriformes) rendjébe és az ausztrálfakusz-félék (Climacteridae) családjába tartozó faj.

## Rendszerezése
A fajt John Gould angol ornitológus írta le 1841-ben.

## Előfordulása
Ausztrália délkeleti részén honos. A természetes élőhelye szubtrópusi és trópusi síkvidéki és hegyi esőerdők, valamint száraz erdők. Állandó, nem vonuló faj.

## Megjelenése
Testhossza 15–16 centiméter, testtömege 23 gramm.

## Életmódja
Tápláléka rovarokból áll, de fogyaszt pókokat és hangyákat is.

## Természetvédelmi helyzete
Az elterjedési területe elég nagy, egyedszáma viszont csökkenő, de még nem éri el a kritikus szintet. A Természetvédelmi Világszövetség Vörös listáján nem veszélyeztetett fajként szerepel.